# Jader Medeiros
Jader Medeiros (João Pessoa, 1º de abril de 1986) é um pastor batista, missionário, cantor, compositor, escritor, empresário, político e ativista social brasileiro. É fundador e líder do Ministério Conexão ide de Missões e Louvor, criado em 2002, com forte atuação no sertão do Nordeste do Brasil.
Atua como vocalista da banda homônima, ao lado de sua esposa Chélly Medeiros, e é autor de álbuns e produções audiovisuais distribuídos nas principais plataformas digitais.
Medeiros colaborou com artistas renomados da música cristã brasileira, como Cristina Mel, Marco Telles, Ângelo Torres e o grupo infantil Turma do Cristãozinho, sendo creditado na composição do sucesso "A Lagartixa".
Também é autor de obras literárias publicadas pela Editora Heziom, com destaque para o livro Verbos da Vida.

Moradora do Povoado Quebra agradecendo a Deus pela água que jorrou

## Projeto Água da Vida
Em 2013, Jader Medeiros fundou o Projeto Água da Vida, uma iniciativa do terceiro setor voltada à perfuração de poços artesianos em comunidades rurais do semiárido nordestino. O projeto já beneficiou mais de duas mil famílias com acesso à água potável. A estrutura básica das ações inclui a perfuração do poço, a instalação de uma base com caixa d'água comunitária e, por fim, a realização de um culto de inauguração. De acordo com o site oficial da iniciativa, os recursos financeiros são provenientes de doações de igrejas, agências missionárias e parceiros da iniciativa privada. 

## Ministério pastoral

Pastor Jader pregando em Brejinho

É pastor titular e fundador da Igreja Batista do Amparo, com sede em Amparo (PB) e filial em Brejinho (PE). Formado em Teologia pelo STBI - João Pessoa (PB) e CET - Monteiro (PB), atua como conferencista e missionário, tendo fundado quatro igrejas em áreas de vulnerabilidade social.
Se tornou conhecido nacionalmente após vídeos de suas palestras se popularizarem nas redes sociais. Desde então, participa de conferências e eventos no Brasil e exterior. 
Seu estilo de pregação transita entre o bom humor, especialmente em congressos de casais e famílias, uma abordagem acessível em eventos evangelísticos e momentos de forte carga emocional em conferências missionárias. Essa versatilidade já levou a comparações com o pastor Cláudio Duarte (pastor), embora mantenha uma identidade própria e multifacetada. 

## Programas de rádio e TV

Reprodução: Programa Minuto da Fé / Tv Pajeú

- Minuto da Fé – 1ª Temporada (TV Pajeú, 2022–2023)
- Minuto da Fé – 2ª Temporada (TV Pajeú, 2023–2024)[9]

Antes de encerrar, o Programa "Minuto da Fé" ganhou uma coletânea em versão de álbum com 10 faixas contendo as principais mensagens do pastor Jader durante as duas temporadas.
- Especial de Natal – Tv Pajeú / ERtv (2022)[10]
- Conexão Ide – Rádio Gazeta FM (2022)[11]

## Discografia
| Ano  | Título                                                            | Artista                 | Gravadora      | Observações                       |
| ---- | ----------------------------------------------------------------- | ----------------------- | -------------- | --------------------------------- |
| 2007 | A Mensagem da Cruz                                                | Jader & Chelly Medeiros | Virgin Records |                                   |
| 2009 | Me Entrego a Ti                                                   | Jader & Chelly Medeiros | ONErpm         |                                   |
| 2010 | Ministério Conexão ide (Coletânea)                                | Conexão ide             | ONErpm         |                                   |
| 2014 | Tua Graça (Single)                                                | Conexão ide             | ONErpm         |                                   |
| 2015 | Maravilhoso Emanuel (Single)                                      | Conexão ide             | ONErpm         |                                   |
| 2017 | A Voz do Senhor (Single)                                          | Jader Medeiros          | ONErpm         |                                   |
| 2017 | Voz de Milhões                                                    | Conexão ide             | ONErpm         | Último lançamento em mídia física |
| 2019 | Grão (Single)                                                     | Jader Medeiros          | ONErpm         |                                   |
| 2019 | Excelso Pai (Single)                                              | Conexão ide             | ONErpm         | Audiovisual                       |
| 2019 | A Lagartixa (Single Infantil)                                     | Turma do Cristãozinho   | Central Gospel | Audiovisual                       |
| 2021 | Vivo Sem Filtro (EP)                                              | Conexão ide             | ONErpm         | Audiovisual ao vivo               |
| 2022 | Graças Te Dou (Single)                                            | Conexão ide             | ONErpm         |                                   |
| 2022 | O Colo de Deus (Single)                                           | Jader Medeiros          | ONErpm         | Audiovisual                       |
| 2022 | Minuto da Fé (Coletânea)                                          | Jader Medeiros          | Conexão ide    | Audiovisual                       |
| 2023 | Segunda Carta (Single)                                            | Jader Medeiros          | ONErpm         | Audiovisual                       |
| 2023 | Hoje Livre Sou (Single)                                           | Conexão ide             | ONErpm         | Audiovisual                       |
| 2024 | Tua Graça – Ao Vivo em Pinheiros (Single)                         | Conexão ide             | Tratore        | Audiovisual ao vivo               |
| 2024 | Maravilhoso Emanuel feat. Marco Telles (Single)                   | Conexão ide             | Tratore        |                                   |
| 2024 | Me Levantou Jesus – Ao Vivo no Sertão feat. Cristina Mel (Single) | Conexão ide             | Tratore        | Audiovisual ao vivo               |

## Atuação política

Homologação da candidatura de 2022 em João Pessoa

Foi filiado ao PRTB de 2022 a 2024. Partido pelo qual disputou o cargo de Deputado Federal nas eleições gerais de 2022, pela Paraíba, obtendo grande repercusão nas redes sociais e mídias locais por não ter usado fundo partidário e bancado a sua candidatura com doadores voluntários. Obteve mais de quatro mil votos, mas não foi eleito. Atualmente integra o Partido Novo

## Premiações e homenagens
- Em dezembro de 2020, recebeu o título de Cidadão Amparense pela Câmara Municipal de Amparo, em reconhecimento aos “relevantes projetos sociais e missionários desenvolvidos no município”.[13]

- Em janeiro de 2024, recebeu o Troféu Resiliência da Faculdade Vale do Pajeú, em homenagem à sua “inspiradora palestra aos formandos da turma de Direito” na colação de grau da instituição.[14]

## Polêmicas

### Gravação Católica
Em 2023, o Ministério Conexão ide dividiu opiniões entre evangélicos mais conservadores após a cantora Chélly regravar a canção católica "Hoje Livre Sou". O pastor Jader obteve autorização oficial da gravadora Paulinas COMEP e do compositor Walmir Alencar, o que gerou repercussão por se tratar de um precedente raro entre denominações cristãs.

### Confusão em Soledade
Em 2022, protagonizou um episódio polêmico ao questionar o então candidato ao Senado Bruno Roberto (PL), durante um evento político em Soledade (PB), o que gerou uma briga entre apoiadores da mesma ala ideológica.

### Pandemia
Durante a pandemia de COVID-19, rasgou publicamente uma multa de R$ 500, aplicada pela Prefeitura de Amparo, por suposto descumprimento de decreto sanitário ao realizar uma cerimônia religiosa. Jader criticou as restrições impostas às atividades religiosas, classificando como incoerente a permissão para a realização de cultos em determinados dias da semana, mas não em outros. Argumentou que todas as medidas sanitárias foram respeitadas e questionou a lógica da decisão ao afirmar, de forma irônica, que "na quinta o vírus tira folga". Também acusou a gestão municipal de ter seguido uma deliberação conjunta com outras prefeituras da região por intuitos financeiros.
Jader atuou destacadamente em protestos contrários às medidas de restrição impostas pelos governos estaduais e municipais, posicionando-se em defesa das liberdades individuais e do direito ao trabalho e ao sustento das famílias. Chegou a ser notificado em recomendações emitidas pelo Ministério Público do Estado da Paraíba, que solicitavam a suspensão de cultos presenciais em sua igreja na cidade de Amparo. Mesmo recebendo após duas visitas da Polícia Militar, mantiveram as atividades religiosas, alegando respeito às normas sanitárias vigentes e defendendo a legalidade das celebrações.

## Vida pessoal
É casado com Ildicherlle Souza Medeiros, conhecida como Chélly, com quem tem dois filhos: Samuel e Maria Helena.